# 赭色海星
赭色海星（學名：Pisaster ochraceus），又名紫色海星，是一種在太平洋水域很常見的海星。作為一種关键种，赭色海星及其同屬物種被認為是潮間帶的健康指標。

## 生命史
一般的海星只有四到六年的壽命，但赭色海星的壽命可長達20年

## 外部連結
- Ochre Sea Star （页面存档备份，存于）, North Island Explorer